# Championnat du Kosovo de basket-ball
La Superliga est la première division du championnat du Kosovo de basket-ball. Ce championnat regroupe les 8 meilleures équipes kosovares.

## Format
28 matchs de saison régulière sont disputés, chaque équipe s'affrontant quatre fois (deux matchs à domicile et deux matchs à l'extérieur). Les quatre meilleures équipes de la saison régulière accèdent aux demi-finales des play-offs (au meilleur des quatre matchs). Le tableau des demi-finales est le suivant :
Match 1 : 1er contre 4e
Match 2 : 2e contre 3e
Les vainqueurs des demi-finales s'affrontent en finale au meilleur des cinq matchs pour désigner le champion du Kosovo. L'équipe classée dernière de la saison régulière est reléguée en Liga e Parë, d'où le champion est promu.

## Palmarès
| Année     | Champion                                        |
| --------- | ----------------------------------------------- |
| 1991-1992 | Sigal Prishtina                                 |
| 1992-1993 | KB Trepça                                       |
| 1993-1994 | KB Peja                                         |
| 1994-1995 | KB Peja                                         |
| 1995-1996 | KB Peja                                         |
| 1996-1997 | KB Drita                                        |
| 1997-1998 | Championnat annulé pour cause de guerre         |
| 1998-1999 | Championnat annulé pour cause de guerre         |
| 1999-2000 | KB Trepça                                       |
| 2000-2001 | KB Trepça                                       |
| 2001-2002 | Sigal Prishtina                                 |
| 2002-2003 | Sigal Prishtina                                 |
| 2003-2004 | KB Peja                                         |
| 2004-2005 | KB Mabetex                                      |
| 2005-2006 | Sigal Prishtina                                 |
| 2006-2007 | Sigal Prishtina                                 |
| 2007-2008 | Sigal Prishtina                                 |
| 2008-2009 | Sigal Prishtina                                 |
| 2009-2010 | Sigal Prishtina                                 |
| 2010-2011 | Sigal Prishtina                                 |
| 2011-2012 | KB Trepça                                       |
| 2012-2013 | KB Peja                                         |
| 2013-2014 | Sigal Prishtina                                 |
| 2014-2015 | Sigal Prishtina                                 |
| 2015-2016 | Sigal Prishtina                                 |
| 2016-2017 | Sigal Prishtina                                 |
| 2017-2018 | KB Bashkimi                                     |
| 2018-2019 | Sigal Prishtina                                 |
| 2019-2020 | Non attribué pour cause de Pandémie de Covid-19 |
| 2020-2021 | KB Ylli                                         |
| 2021-2022 | KB Ylli                                         |
| 2022-2023 | KB Peja                                         |
| 2023-2024 | KB Trepça                                       |
| 2024-2025 | KB Trepça                                       |

### Dénominations successives
- 1999–2004: Liga e Pare e Kosoves ne Basketboll
- 2004–2005: Liga Profesionale e Basketbollit te Kosoves
- 2005–2007: Raiffeisen Superliga
- 2007–2009: Siguria Superliga
- 2009–2011: Techno Market Superliga
- 2011–2013: BKT Superliga
- 2013–2017: ETC Superliga
- 2017–2020: IP Superliga
- 2020-2021: FiveStar Superliga
- 2021-2022: ArtMotion Superliga
- 2022–2024: PrinceCaffe Superliga
- Depuis 2024: ProCredit Superliga

### Présidents successifs
- 2006–2011: Nuredin Ibishi
- Depuis 2013 : Bajrush Ademi

### Nombres de titres par clubs
| Club            | Titres | Finaliste | années de victoires                                                          |
| --------------- | ------ | --------- | ---------------------------------------------------------------------------- |
| Sigal Prishtina | 13     | 6         | 1992, 2002, 2003, 2006, 2007, 2008, 2009, 2010, 2011, 2014, 2015, 2016, 2017 |
| KB Peja         | 6      | 7         | 1994, 1995, 1996, 2004, 2013, 2023                                           |
| KB Trepça       | 6      | 6         | 1993, 2000, 2001, 2012, 2024, 2025                                           |
| KB Ylli         | 2      | 2         | 2021, 2022                                                                   |
| KB Bashkimi     | 1      | 2         | 2018                                                                         |
| Mabetex         | 1      | 2         | 2005                                                                         |
| KB Drita        | 1      | 1         | 1997                                                                         |
| KB Kastrioti    | 0      | 2         |                                                                              |
| KB Rahoveci     | 0      | 1         |                                                                              |